# ガダルカナル・タカのでるネット編集部
ガダルカナル・タカのでるネット編集部（ガダルカナル・タカのでるネットへんしゅうぶ）は、パチンコ情報をメインとしたバラエティ番組。BS-iや地上波テレビで放送されていた。
2007年9月まではガダルカナル・タカのこちらDERUとこ編集部（ガダルカナル・タカのこちらでるとこへんしゅうぶ）という題名だったが、2007年10月よりこの題名に改題された。なお番組は2008年1月末を以って終了した。

## 出演者
- ガダルカナル・タカ（編集長）
- 島崎和歌子（副編集長）
- 井手らっきょ（編集部員）
- なべやかん（編集部員）
- 藤坂夢夏（秘書）
- 佐藤和沙（新人部員）
- 後藤ゆきこ（新人部員）
- 神田佳菜子（新人部員）

### 「こちらDERUとこ編集部」時代の出演者
- お宮の松
- ひえだともこ
- 大久保佳代子
- 柏木恋

## 放送時間・ネット局
（2007年10月時点）
| 放送局                   | 系列           | 放送曜日及び放送時間 |
| ------------------------ | -------------- | -------------------- |
| BS-i (BS-i)              | BS放送         | 金曜 24:00～24:30    |
| テレビユー山形 (TUY)     | TBS系列        | 水曜 25:55～26:25    |
| とちぎテレビ (GYT)       | 独立UHF系      | 火曜 23:35～24:05    |
| テレビ埼玉 (TVS)         | 独立UHF系      | 金曜 24:30～25:00    |
| テレビ神奈川 (tvk)       | 独立UHF系      | 金曜 25:15～25:45    |
| テレビ山梨 (UTY)         | TBS系列        | 月曜 25:55～26:25    |
| 新潟放送 (BSN)           | TBS系列        | 月曜 26:10～26:40    |
| チューリップテレビ (TUT) | TBS系列        | 月曜 25:45～26:15    |
| 北陸放送 (MRO)           | TBS系列        | 水曜 26:00～26:30    |
| 長野放送 (NBS)           | フジテレビ系列 | 火曜 25:28～25:58    |
| テレビ長崎 (KTN)         | フジテレビ系列 | 水曜 26:10～26:40    |
| 大分放送 (OBS)           | TBS系列        | 月曜 25:25～25:55    |
| 熊本放送 (RKK)           | TBS系列        | 火曜 25：55〜26：25  |

## 内容
毎週パチンコに関する情報や、ガダルカナル・タカら扮する編集部員のお笑い式やりとりなどを放送している。またパチンコ・パチスロ情報誌『でるネット』とタイアップしており、同誌が企画する以下のようなイベントの模様も放送している。

### スロレボ
パチスロ必勝ガイド等で活躍するライターのアニマルかつみ、ガル憎の二人を中心とするユニット「THE MAD PACHI-SLOT BROTHERS」（マッパチ）が主催するパチスロイベント「スロレボ」の模様を紹介するコーナー。

### チェリー☆パイの旅打ち
お笑いコンビ・チェリー☆パイの2人が岡田姉妹（岡田真由香・岡田潤音）と一緒に各地のパチンコ店を回るとともに、その土地の美味しいものを食べて回るなどをするコーナー。以前は松葉れいな、彦坂美里が出演していた。

### 新入社員のぶっちゃけハイトーク
佐藤和沙、後藤ゆきこ、神田佳菜子の新人部員3人が、先輩の前では決して話せないような話などをするコーナー。番組の終盤に放送。

### 「こちらDERUとこ編集部」時代のコーナー

#### PPPバスツアー
パチンコライターのリスキー長谷川が率いる一行が、各地のパチンコ店のイベントに挑戦して出玉を競うコーナー。「PPP」とは「パチンコ・パワフル・プロジェクト」の略。3チームの出玉の合計に応じてラスベガス旅行のプレゼントが当たるくじを引けるルールとなっていたが、結局ラスベガス旅行の獲得者は出ずに終わった。